# Сабановка (Новосибирская область)
Сабановка — деревня в Болотнинском районе Новосибирской области России. Входит в состав Баратаевского сельсовета.

## География
Площадь деревни — 47 гектар

## История
Основана в 1907 г. В 1926 году посёлок Собановский состоял из 30 хозяйств, основное население — украинцы. В составе Болотнинского сельсовета Болотнинского района Томского округа Сибирского края.

## Население
| 2002 | 2007 | 2010 |
| ---- | ---- | ---- |
| 50   | ↘47  | ↗50  |

## Инфраструктура
В деревне по данным на 2007 год отсутствует социальная инфраструктура.